# Лугад
Лугад (тадж. Лугад) — сельский населённый пункт (тадж. деҳа) в Ванджском районе Горно-Бадахшанской автономной области Республики Таджикистан. Административно относится к сельской общине (джамоату) Водхуд, являясь его административным центром.
Расположен в высокогорном районе. Расстояние от села до центра района (село Ванч) — 25 км..  
Население — 220 человек (2017 г.), таджики.